# Ramy Bensebaïni
Amir Selmane Ramy Bensebaïni (àrab: أمير سلمان رامي بنسبعيني, Amīr Salmān Rāmī Binsabʿaynī; Constantina, Algèria, 16 d'abril de 1995) és un futbolista professional algerià que juga com a lateral esquerre o central al Borussia Dortmund de la Bundesliga i a la selecció d'Algèria.

## Carrera de club

### Paradou AC
Nascut a Constantine, Bensebaïni va començar la seva carrera al Paradou AC, unint-se a l'equip juvenil el 2008 i fent el seu debut com a sènior el 2013. L'estiu de 2013, Bensebaïni va estar a prova amb el Porto i més tard va rebre una prova de dues setmanes per l'Arsenal de la Premier League anglesa, durant les quals va jugar dos amistosos amb l'equip sub-21 contra el Luton Town i el Colchester.
El juny de 2014, Bensebaïni va ser cedit per Paradou durant una temporada al club de la Pro League belga Lierse. Va fer el seu debut complet el 3 d'agost en un partit de lliga contra el Club Brugge, entrant com a substitut al minut 94 per Wanderson. Bensebaïni va jugar 23 partits a la Lliga al llarg de la temporada, marcant 1 gol, però no va poder evitar el descens del Lierse.
El juny de 2015, Bensebaïni va ser cedit de nou pel Paradou, aquesta vegada al club francès Montpeller per a la temporada 2015-16 de la Ligue1.

### Rennes
El 5 de juliol de 2016, va signar un contracte de quatre anys amb el Rennes.

### Borussia Mönchengladbach
El 14 d'agost de 2019, Bensebaïni va signar un contracte de quatre anys pel Borussia Mönchengladbach per 8 milions d'euros.
Va debutar amb l'equip a la Bundesliga com a titular en una victòria contra 1. FC Köln. El 10 de novembre, va marcar el seu primer gol amb el seu nou club contra el Werder Bremen. En el mateix partit, però, va ser expulsat. El 7 de desembre de 2019, va marcar un doblet en una victòria per 2-1 contra el Bayern München, campió defensor de la Bundesliga.
L'abril de 2023, el director esportiu del Gladbach, Roland Virkus, va confirmar que Bensebaïni abandonaria el club al final de la campanya 2022-23, després d'haver optat per no renovar el seu contracte.

### Borussia Dortmund
El 5 de juny de 2023, Bensebaïni va signar un contracte de quatre anys amb el Borussia Dortmund. El 12 d'agost de 2023, va fer el seu debut oficial amb el club en una victòria fora de casa per 6-1 contra el Schott Mainz a la DFB Pokal.

## Carrera internacional
El 19 de juliol de 2015, Bensebaïni va debutar amb la selecció nacional de futbol sub-23 d'Algèria en un partit de classificació per a la Copa de Nacions d'Àfrica sub-23 de 2015 contra Sierra Leone.
El novembre de 2015, Bensebaïni va ser convocat per primera vegada a la selecció d'Algèria per a un parell de partits classificatoris per a la Copa del Món de la FIFA 2018 contra Tanzània.
El desembre de 2023, va ser convocat amb la selecció d'Algèria per a la Copa d'Àfrica de Nacions 2023.

## Palmarès

### Club
Rennes
- Copa de França: 2018–19

### Internacional
Algèria
- Copa d'Àfrica de Nacions:2019[17]